# Walterboro
Walterboro város az USA Dél-Karolina államában. Lakosainak száma 5544 fő (2020. április 1.).

## Népesség
A település népességének változása:
| Lakosok száma | 5153 | 5398 | 5544 |
|               | 2000 | 2010 | 2020 |